# Godmorgen verden
Godmorgen verden er Johnny Hansens første soloalbum, som udkom i 1999.

## Spor
1. "Godmorgen verden" (C.Kindbom/C.Lösnitz/P.Pettersson)
2. "Maria" (Janett Jensen/Fini)
3. "Hvem tænder stjernerne" (Martin Klaman/Björn Axelsson/Lennart Dahlberg)
4. "Det er så skønt" (Calle Kindbom/L.Diedricson/C.Lösnitz)
5. "Anna og mig" (Kris Kristoffersen/Fred Foster/Evy Karitz)
6. "Elske dig" (Raol Malo/Al Anderson)
7. "Vil du ha´ ham der eller mig?" (Thomas G:son/Torben Eschen)
8. "Det går over min forstand" (Raol Malo/Al Anderson-Nina Lærke)
9. "Det var en sommerdag" (A,Nordlund/P.Månsson/Vibe Jantzen)
10. "I thank my lucky stars" (Duett med Carina Jaarnek og Johnny Hansen) (Carina Jaarnek/K. Almgren-L.Westmann/Tamra Rosanes)
11. "Sja ´ vi holde fri" (Bert Månsson-Jørgen de Mylius)
12. "Du er det kæreste" (P.Ahlm/M.Höglund/Hilda og Keld Heick)
13. "Sister magic" (Thomas Edström/Ulf Georgsson/Torben Eschen)
14. "Piger og drenge" (Bo Fransson/Ulf Georgsson/Fini)

## Eskterne henvisninger
- Godmorgen verden på Discogs